# Juan Manuel Villalba (futbolista paraguayo, 1954)
Juan Manuel Villalba (nacido el 14 de abril de 1954) es un futbolista paraguayo. 
Siempre jugando en su país, integro los equipos de River Plate y Libertad.
Jugó tres partidos con la selección nacional de fútbol de Paraguay en 1979.  También formó parte de la selección de Paraguay para la Copa América de 1979. 